# Saint-Martin de Tours

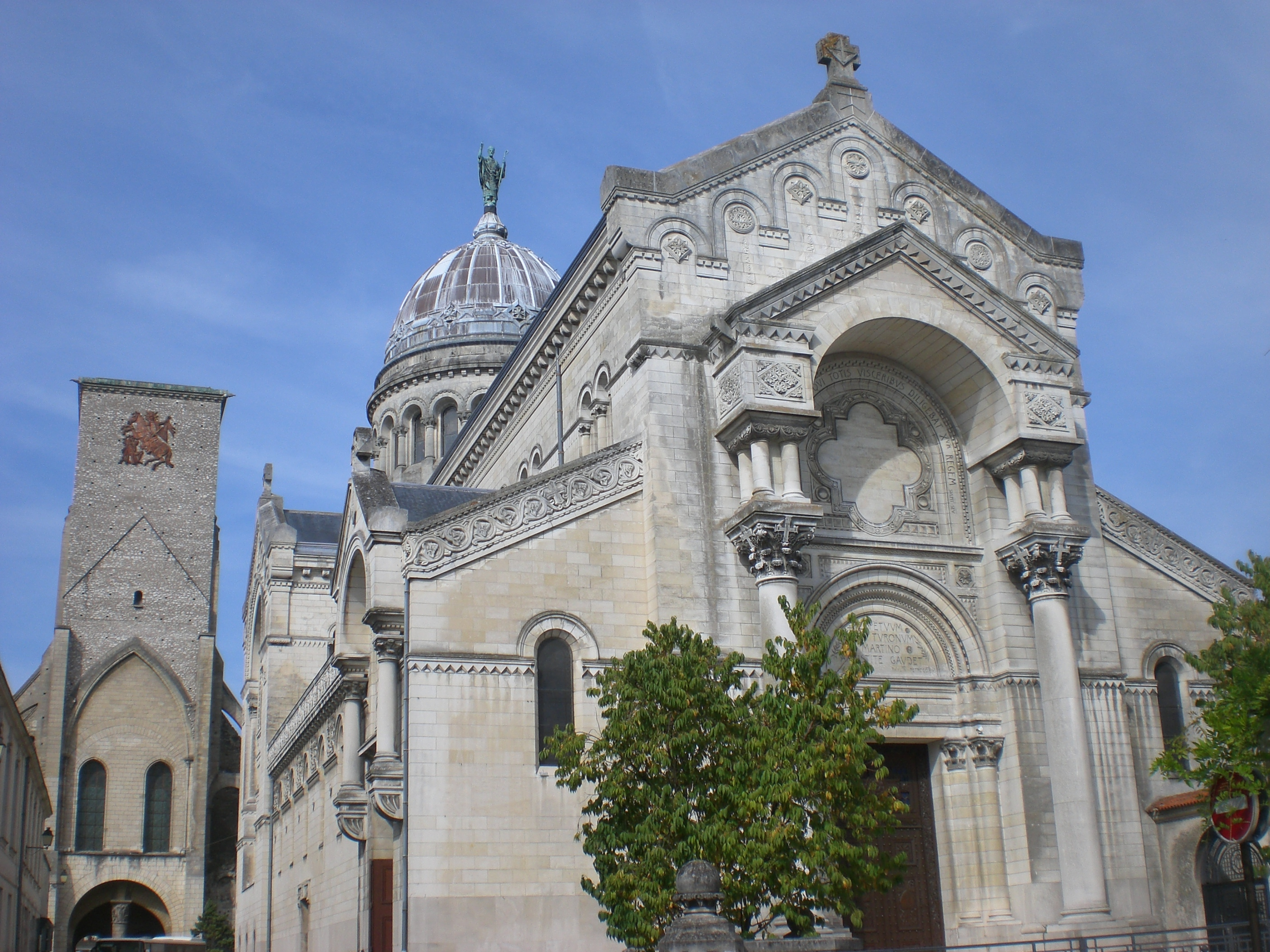
Basilika Saint Martin in Tours

Saint-Martin de Tours ist eine römisch-katholische Basilika zu Ehren des heiligen Martin in Tours (Frankreich). Die heutige Basilika wurde nach einem Entwurf des Architekten Victor Laloux im romanisch-byzantinischen Stil erbaut. Baubeginn war im Jahre 1887, eingeweiht wurde die Basilika im Jahre 1925. In ihrer Krypta befindet sich das Grab des Heiligen.

## Vorgängerbau

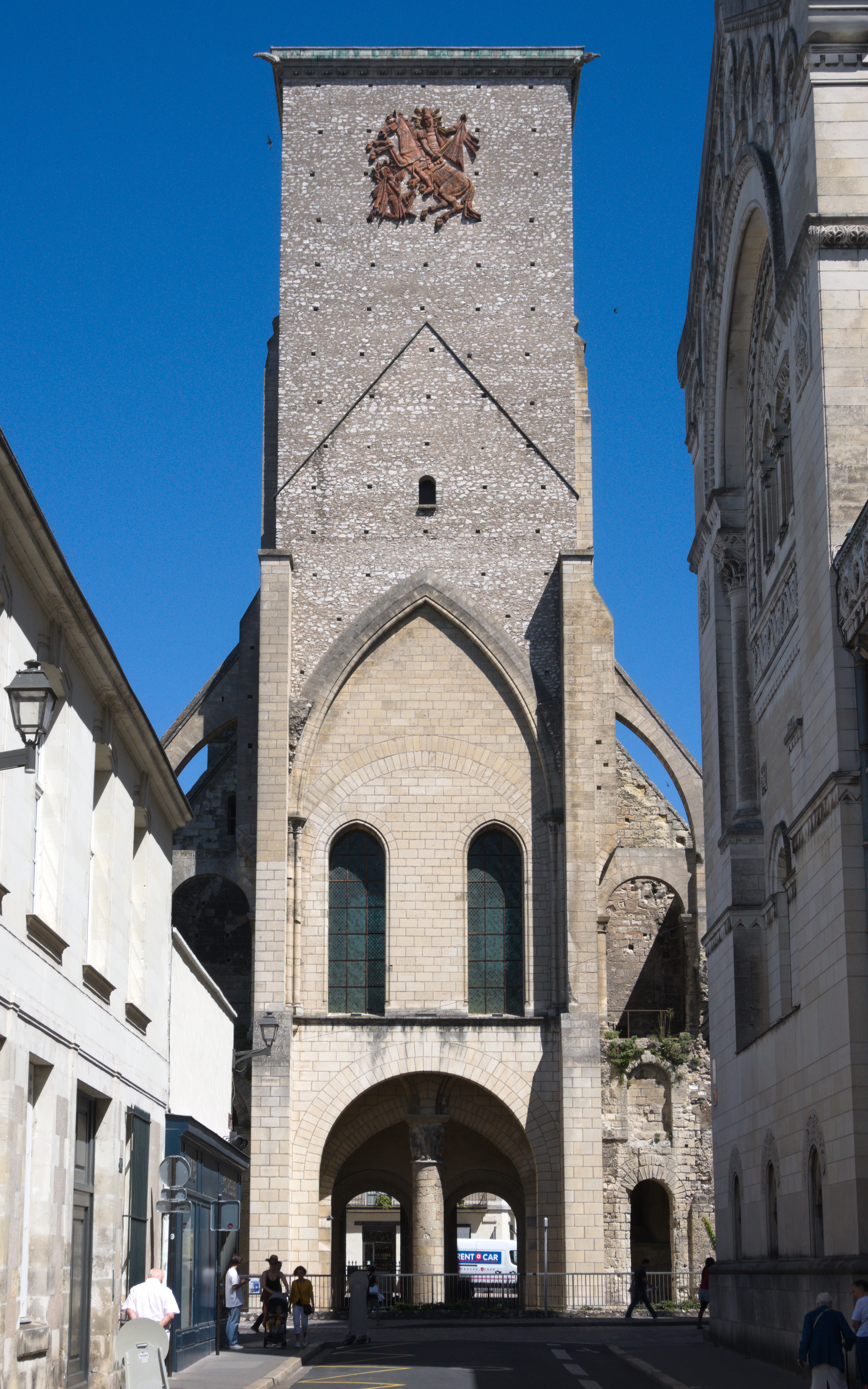
Tour de Charlemagne, Rest der zerstörten Basilika

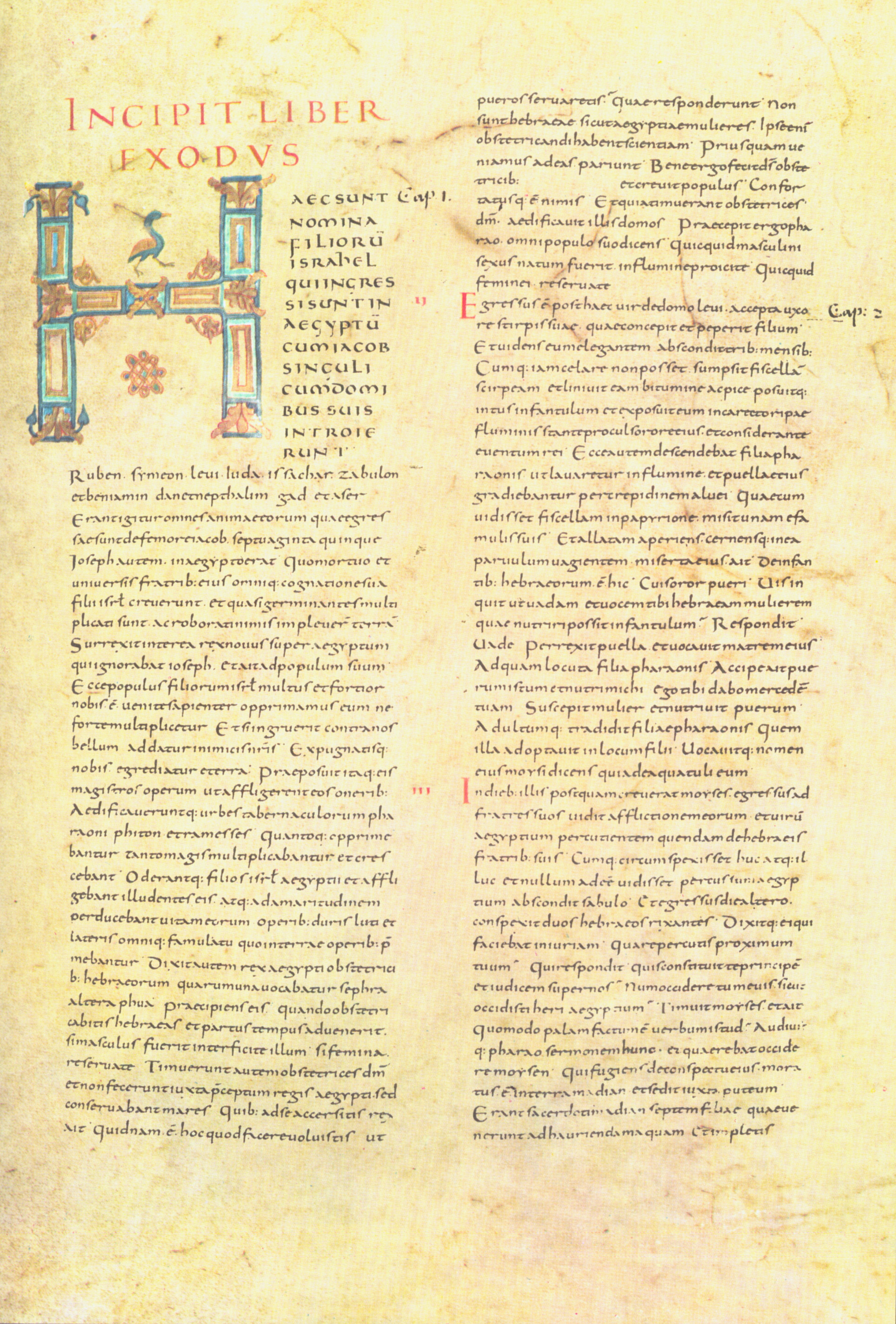
Auszug aus der Bibel von Moutier-Grandval

Bis in die Zeit Martins, Bischof von Tours seit 372, war Tours eine gallorömische Stadt von mittlerer Bedeutung. Nach seinem Tod im Jahre 397 in Candes gelang es den Mönchen aus Tours, sich des Leichnams zu bemächtigen und ihn in ihre Stadt zu bringen. Man begrub ihn an der Stelle, über der später die Basilika Saint-Martin errichtet wurde, im Mittelalter einer der größten Kirchenbauten des Westens.
Der Ruf des Heiligen und die Pilgerreisen zu seinem Grab, einem der wichtigsten des Christentums, die bald einsetzten, veränderten den Charakter der Stadt völlig. Einen ersten bedeutenden basilikalen Bau veranlasste 471 Bischof Perpetuus anstelle einer bescheidenen von einem seiner Vorgänger, Brictius errichteten Kapelle. Die Basilika über dem Grab wurde wesentlicher Teil einer Kirchenfamilie, zu der unter anderem die im 6. Jahrhundert durch Gregor von Tours am Ort der Bischofsweihe des Heiligen errichtete Kathedrale sowie auf der anderen Loireseite das Kloster Marmoutier, der einstige Ruhesitz des Heiligen, gehörten und die eine Sakrallandschaft auf die Memoria des Heiligen Martin bezogener Heiliger Orte mit den genannten drei Hauptzentren konstituierte. Mehr als ein Jahrtausend lang blieb Tours auf dieser Basis eine der wichtigsten Städte des Abendlands und eine Metropole der Christenheit.
Im Jahr 508, nach dem Sieg über die Westgoten in der Schlacht von Vouillé und der Eroberung Aquitaniens im Jahr zuvor, war die Basilika Saint-Martin bereits wichtig genug, dass der Merowinger Chlodwig I. († 511) die Abgesandten des byzantinischen Kaisers Anastasios I. hier empfangen konnte, die ihm hier den Titel eines Konsuls des Westens zusprachen. Der gleiche König sprach der Abtei die Immunität zu, die später von Chlothar I. († 561) bestätigt wurde.
Von 796 bis 804 war Alkuin, der Berater Karls des Großen und Organisator der ersten theologischen und philosophischen Vorlesungen, Abt von Saint-Martin, das kurz vor seiner Berufung in ein Kanonikerstift umgewandelt worden war. Tours wurde zu einem der wichtigsten kulturellen Zentren der karolingischen Renovatio. Das Skriptorium, das mit der touronischen Halbunziale eine eigenständige Schriftart entwickelt hatte, produzierte auf einem hohen buchkünstlerischen und kalligraphischen Niveau. Eine besondere Rolle spielen aufwendig illuminierte Bibelpandekten der von Alkuin revidierten Vulgata des Hieronymus wie die Vivian-Bibel oder die Bibel von Moutier-Grandval.
853 wurde die Basilika von den Normannen unter ihrem Anführer Hasting niedergebrannt, ebenso wie die anderen Kirchen der Stadt – die Reliquien des Heiligen waren zuvor in die Abtei Saint-Paul de Cormery gebracht worden, später nach Auxerre. Robert der Starke kam 866 in der Schlacht von Brissarthe ums Leben, als er versuchte, Hasting und seine Normannen aus dem Land zu treiben.
Das Amt des Laienabts des Klosters war in der Hand der Familie Roberts des Tapferen, der Robertiner, der Vorfahren der Kapetinger, die das Kloster als zentrale Verwaltung für ihre Besitztümer nutzten: Der Abt und Graf bediente sich der ihn umgebenden Kanoniker der Abtei als eine Art persönlicher Kanzlei. Darüber hinaus wurde der halbe Mantel des heiligen Martin, die cappa, von ihnen vor allem als Macht- und Legitimationssymbol des Laienabtes benutzt, nach dem der Stammvater der Kapetinger, Hugo Capet, möglicherweise auch seinen Beinamen erhielt.
Die Basilika und die Abtei Saint-Martin waren als Grablege des heiligen Martin von Tours mehr als ein Jahrtausend lang eine der wichtigsten christlichen Pilgerstätten. Im 18. Jahrhundert verfielen Basilika und Abtei zunehmend und wurden während der Französischen Revolution schließlich weitgehend zerstört. Als Reste erhalten sind bis heute lediglich zwei Türme aus dem 11. bis 13. Jahrhundert – die sog. Tour Charlemagne (1928 teilweise eingestürzt und wieder aufgebaut) und die Tour de l’Horloge. Im Übrigen verläuft anstelle der ursprünglichen Bauten nun die Rue des Halles.

## Heutige Basilika

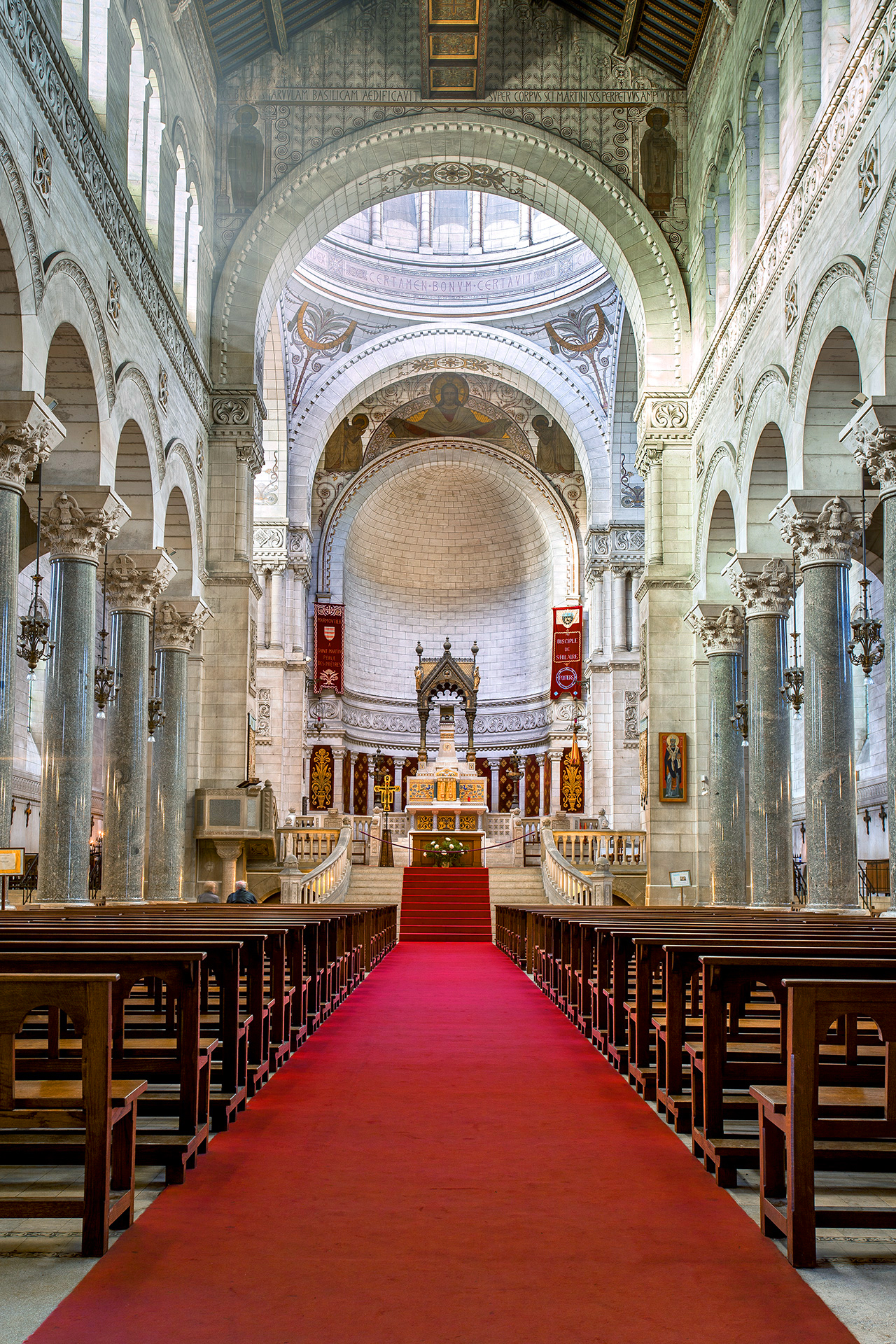
Blick durch das Mittelschiff

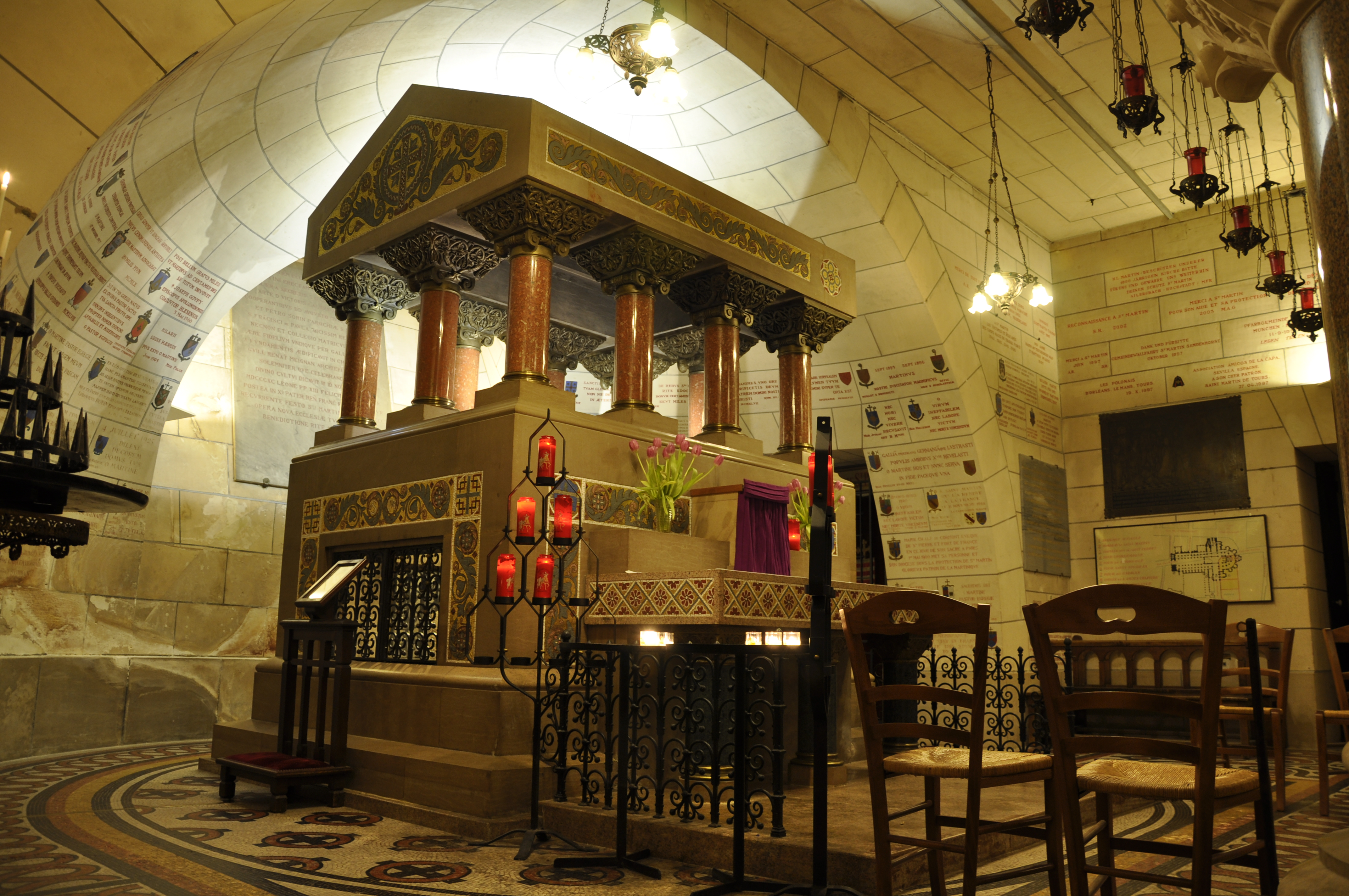
Grab des Hl. Martins in der Krypta

Die heutige Basilika wurde von 1887 an nach Plänen des Architekten Victor Laloux im romano-byzantinischen Stil erbaut und 1925 eingeweiht. Durch Papst Pius XI. wurde sie am 25. März 1925 zur Basilica minor erhoben. Die Kirche ist aufgrund der Gegebenheiten des Baugrundstücks in Nord-Süd-Richtung erbaut. An ihrer Südseite erstreckt sich ein großer Vorplatz, wo sich eine Kreuzigungsgruppe mit einer Statue des Hl. Martin befindet, die von Heiligenfiguren flankiert wird.
Die Basilika hat eine Kuppel mit einer Höhe von 51 m. Auf ihrer Spitze befindet sich eine Darstellung des Hl. Martin, der die Stadt segnet, geschaffen von dem Skulpteur Jean Hugues; sie ist ca. 4,25 m hoch und wiegt etwa 1.692 kg.

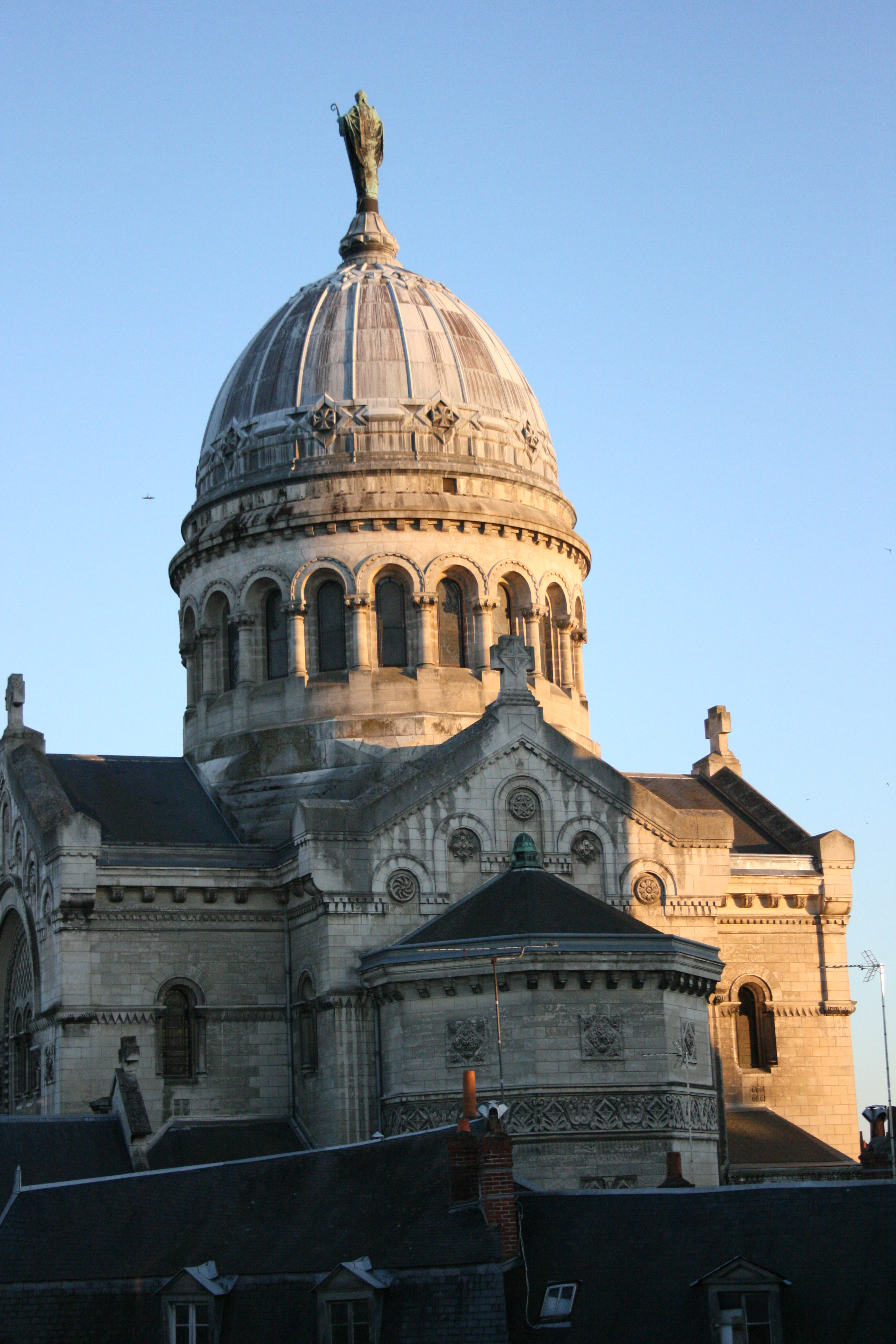
Außenansicht auf Chor und Kuppel
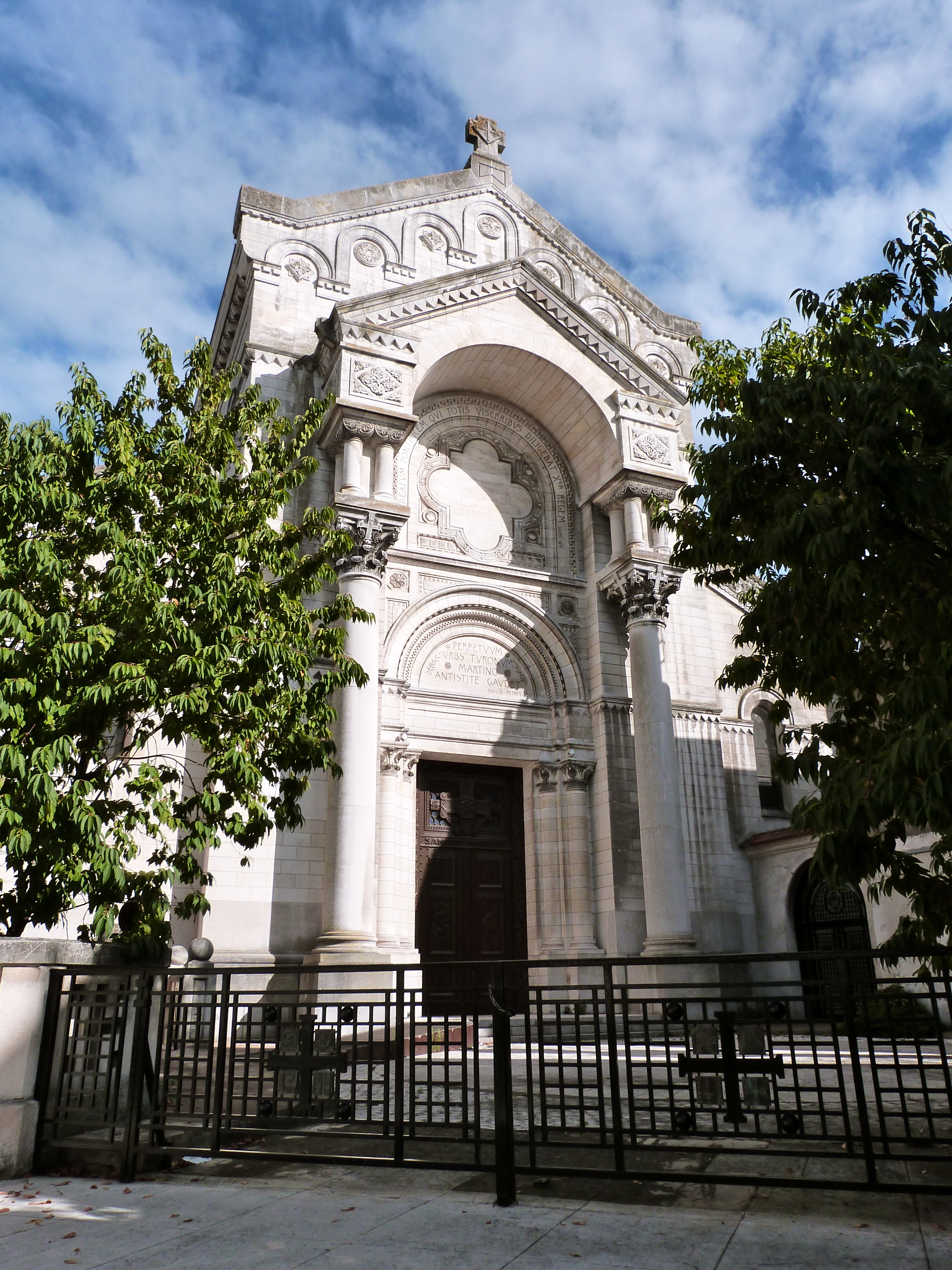
Südfassade
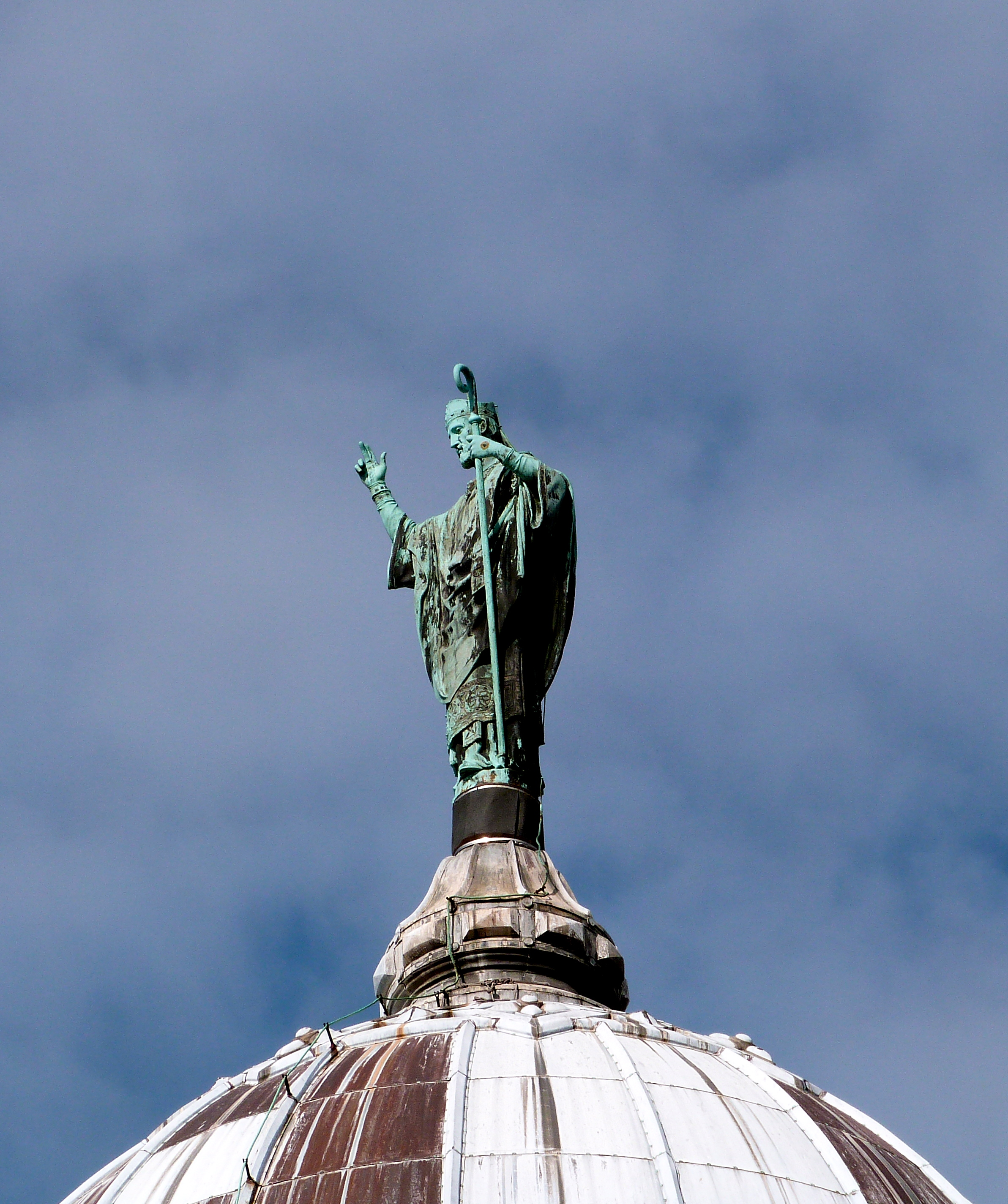
Figur des Hl. Martin auf der Kuppel

Im Inneren besteht die Basilika aus einem großen Hauptschiff mit zwei kleineren Seitenschiffen.
Das Grab des Hl. Martin befindet sich in der Krypta, zu der zwei Treppen hinabführen.

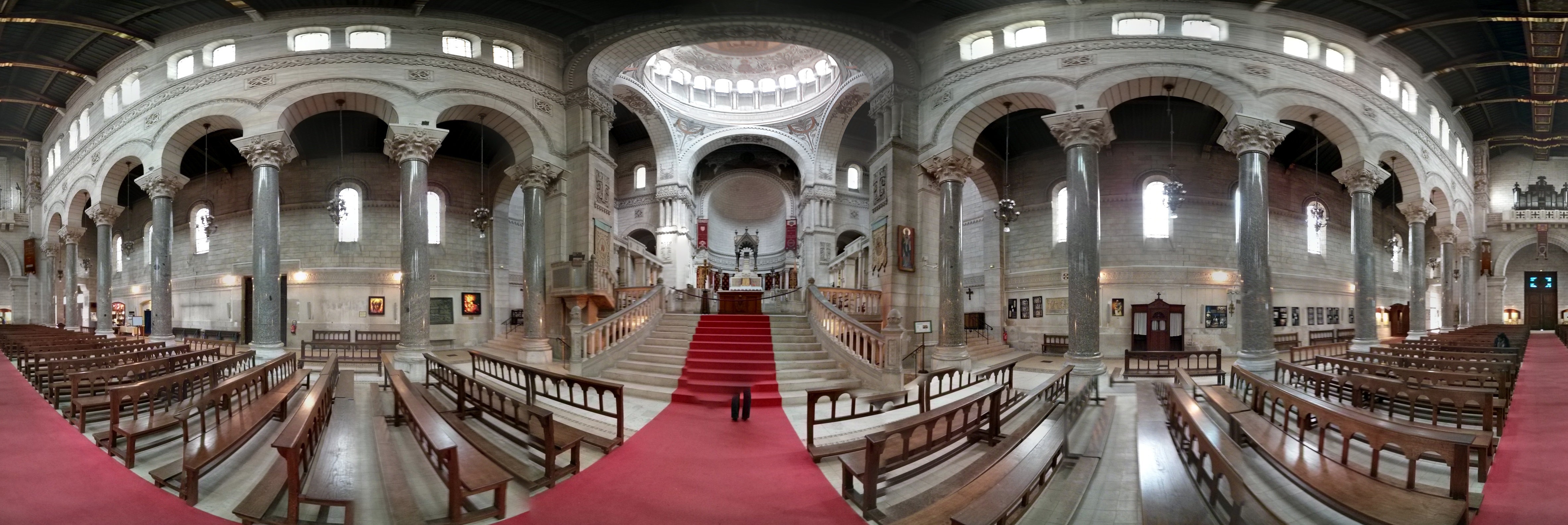
Panoramablick durch den Innenraum
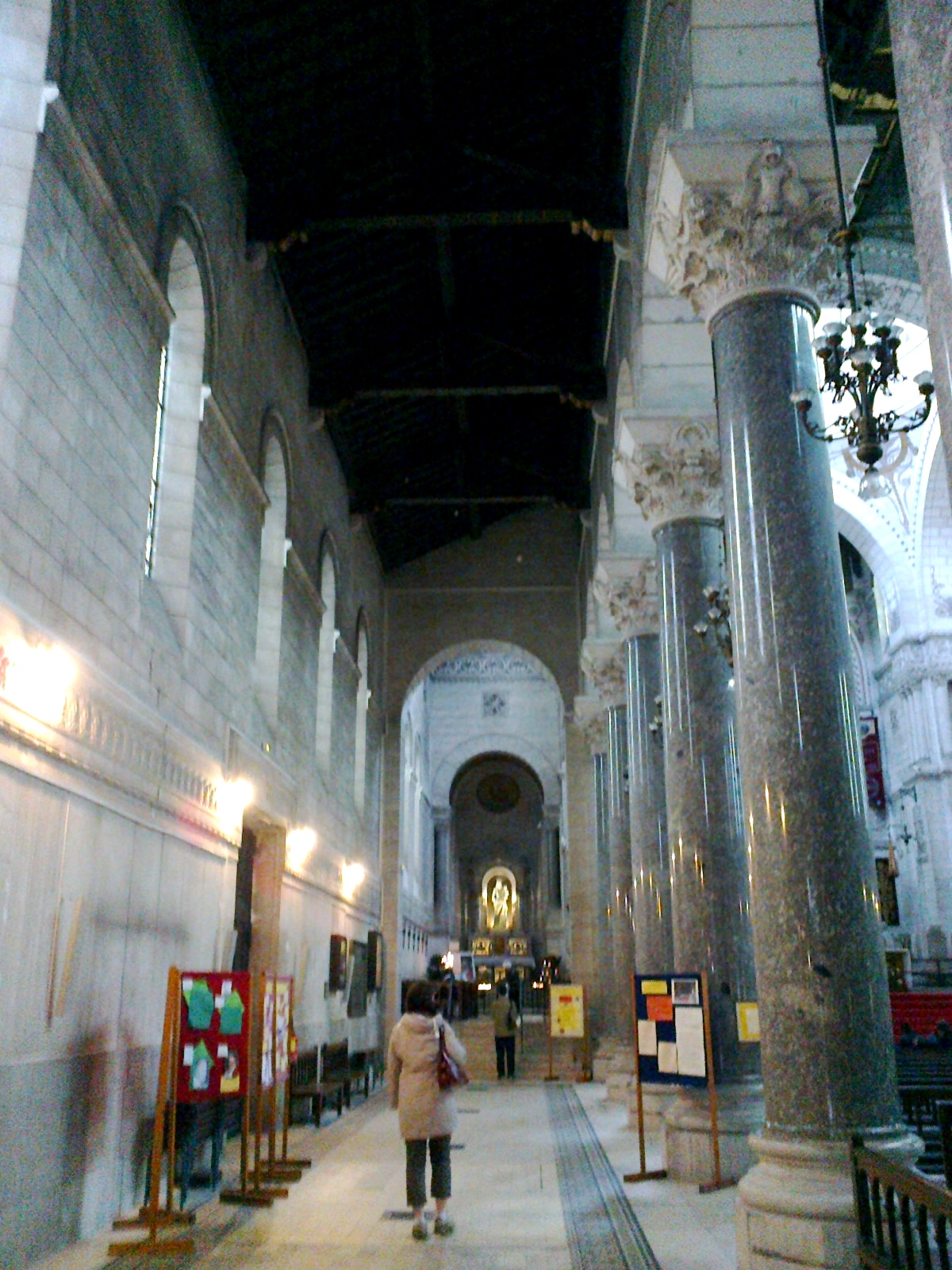
Blick in das Seitenschiff
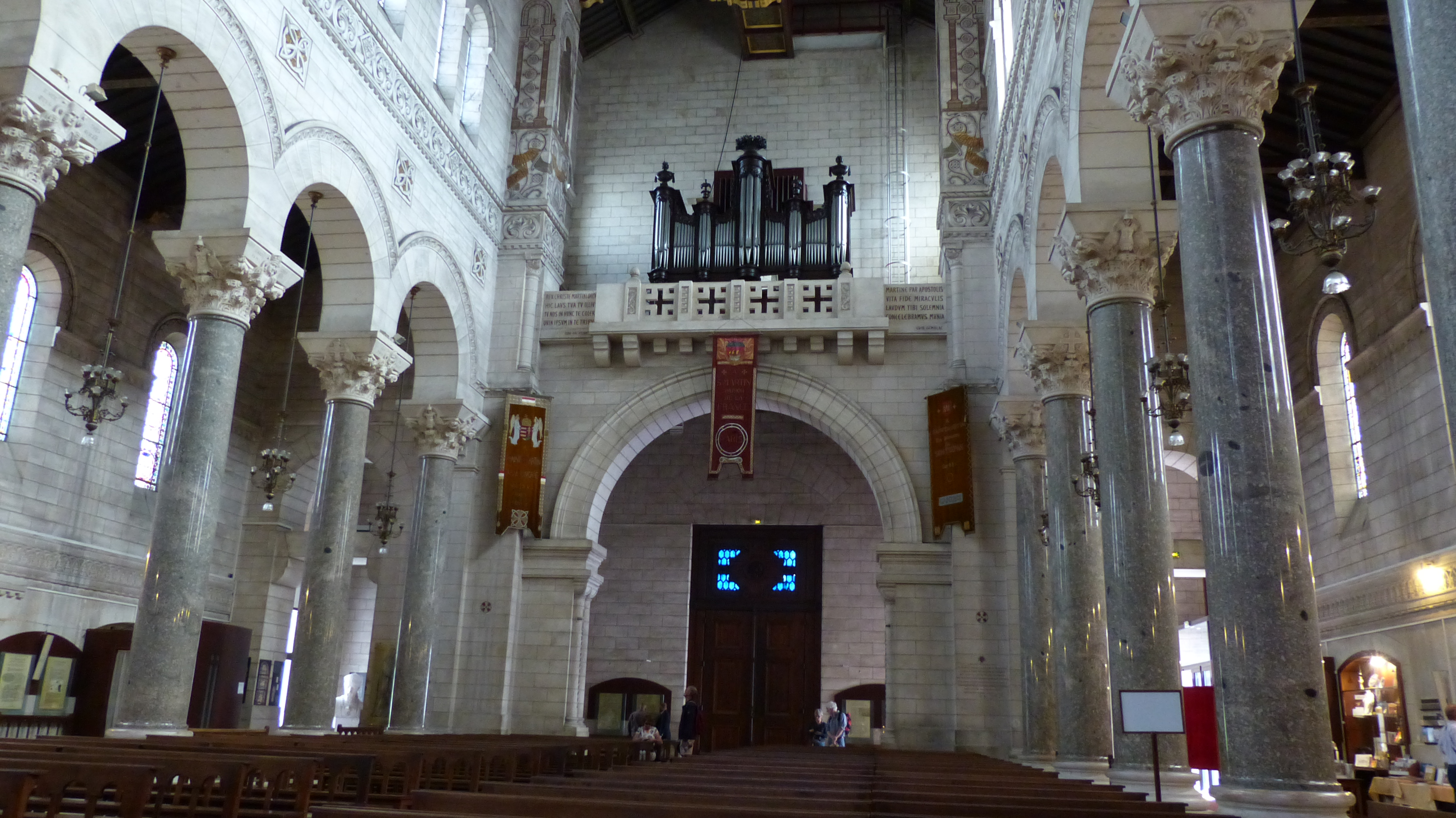
Blick auf das Südportal
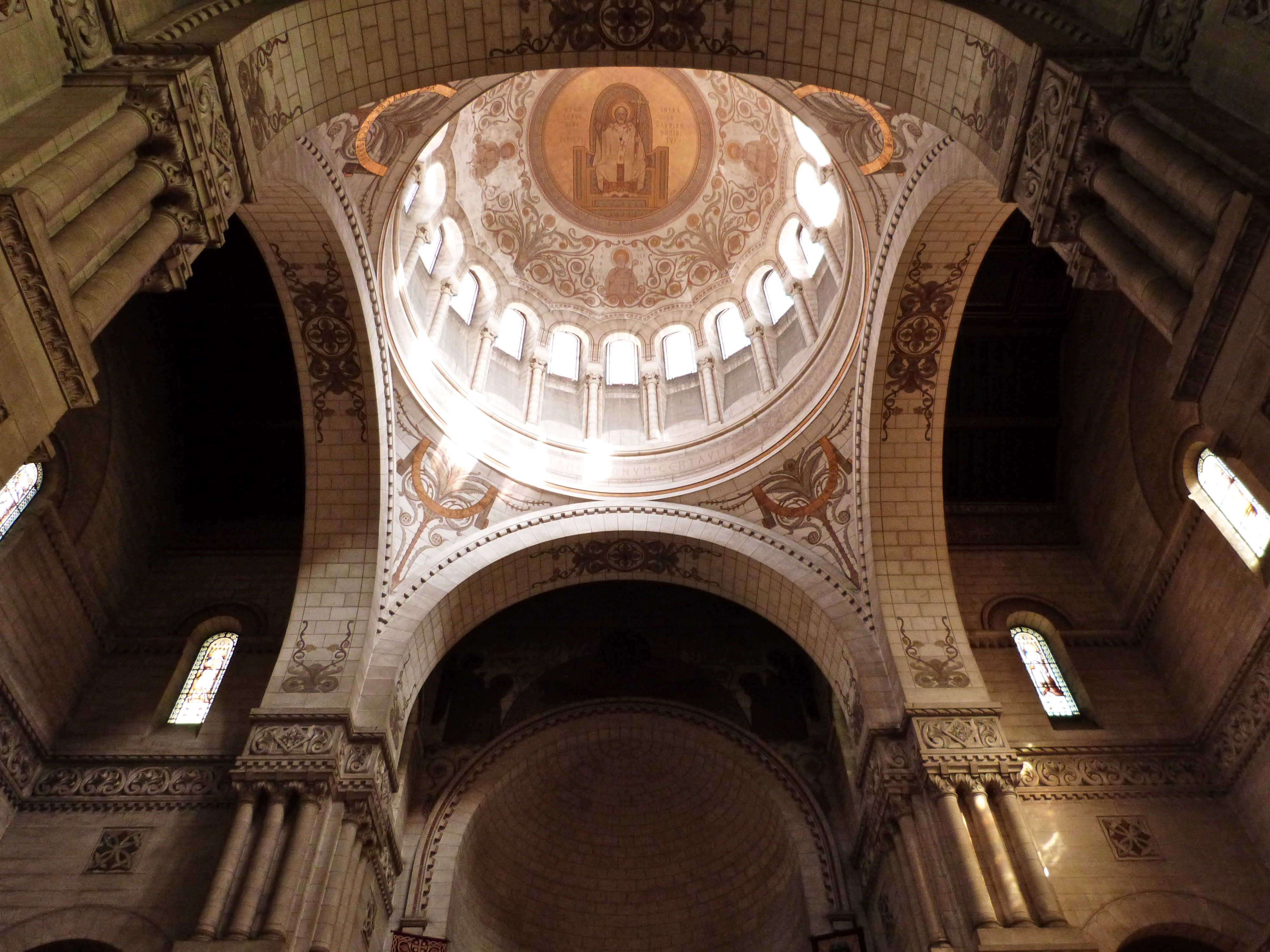
Blick in die Kuppel

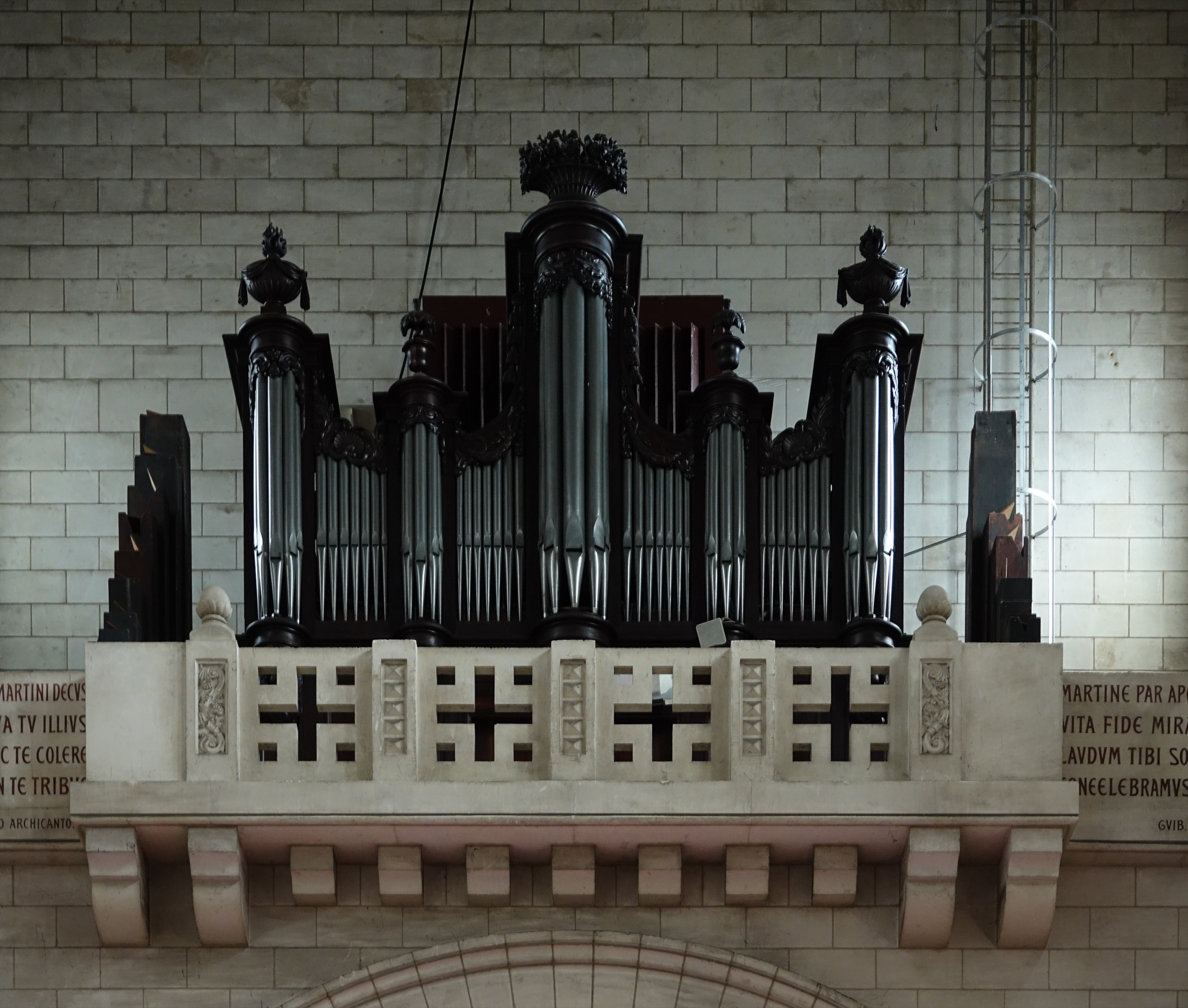
Orgel

Die Orgel wurde 1843 in einem Gehäuse aus dem 18. Jahrhundert für eine Kirche in Caen durch die Werkstatt Cavaillé-Colls erbaut. Das Instrument wurde 1956 durch die Stadt Tours angekauft und in der Folgezeit in mehreren Schritten restauriert. Die Orgel hat 28 Register auf zwei Manualwerken und Pedal.
| I Grand-Orgue C–g3 |                  |     |
| 01.                | Bourdon          | 16′ |
| 02.                | Montre           | 08′ |
| 03.                | Flûte à cheminée | 08′ |
| 04.                | Flûte harmonique | 08′ |
| 05.                | Prestant         | 04′ |
| 06.                | Doublette        | 02′ |
| 07.                | Cornet V (D)     |     |
| 08.                | Plein-jeu VI     |     |
| 09.                | Basson           | 16′ |
| 10.                | Trompette        | 08′ |
| 11.                | Clairon          | 04′ |

| II Récit expressif C–g3 |                  |       |
| 12.                     | Principal        | 8′    |
| 13.                     | Bourdon          | 8′    |
| 14.                     | Gambe            | 8′    |
| 15.                     | Voix céleste     | 8′    |
| 16.                     | Flûte octaviante | 4′    |
| 17.                     | Nazard           | 2 ⁄3′ |
| 18.                     | Octavin          | 2′    |
| 19.                     | Trompette        | 8′    |
| 20.                     | Basson-hautbois  | 8′    |
| 21.                     | Clairon          | 4′    |
|                         | Tremblant        |       |

| Pédale C–f1 |           |     |
| 22.         | Flûte     | 16′ |
| 23.         | Soubasse  | 16′ |
| 24.         | Flûte     | 08′ |
| 25.         | Flûte     | 04′ |
| 26.         | Bombarde  | 16′ |
| 27.         | Trompette | 08′ |
| 28.         | Clairon   | 04′ |

## Personen

### Äbte
- Ithier, 766–776 Erzkanzler
- Alkuin († 804), Gründer des Skriptoriums der Alkuin-Bibeln
- Fridugisus, 819–832 Erzkanzler
- Adalhard († 870) (Matfriede)
- Robert der Tapfere († 866) (Robertiner)
- Hugo Abbas († 886) Stiefsohn Roberts (Welfen)
- Robert II. († 923), Sohn Roberts, 922 König von Frankreich (Robertiner)
- Hugo der Große († 956) Sohn Roberts II. (Robertiner)
- Hugo Capet († 996), Sohn Hugos, 987 König von Frankreich (Robertiner, Kapetinger)

### Dekane
- Philipp von Frankreich, Sohn des Königs Ludwig VI., ab 1155 Dekan, 1157–1159 Erzbischof von Paris
- Aubry Cornu, Dekan, 1231–1236 Kanzler von Frankreich
- Jean de la Cour, Dekan, 1236–1244 Kanzler von Frankreich
- Étienne de Mornay, Dekan, 1314–1316 Kanzler von Frankreich
- Guy de Boulogne, 1352–1373
- Nicolas d’Orgemont, Dekan, † 1416